# Bulbophyllum armeniacum
Bulbophyllum armeniacum là một loài phong lan thuộc chi Bulbophyllum.